# Dsyunashogh
Dsyunashogh ou Dzyunashogh (en arménien Ձյունաշող ) est une communauté rurale du marz de Lorri en Arménie. En 2008, elle compte 212 habitants.